# Gräber des Klans der Familie von Zhu Ran
Die Gräber des Klans der Familie von Zhu Ran (chinesisch 朱然家族墓地, Pinyin Zhū Rán jiāzú mùdì, englisch Zhu Ran Family Tombs, The Clan Tomb of Zhuran family) sind 1984 entdeckte Gräber aus der Zeit der Östlichen Wu der Drei Reiche des Stadtbezirks Yushan von Ma’anshan, Provinz Anhui. Zhu Ran (182–248) war ein General des Reiches der Östlichen Wu. Grabbesitzer eines anderen Grabes war offenbar sein Sohn Zhu Ji.
Im Grab von Zhu Ran selbst wurden die berühmten Lackclogs und die bemalte „Lackschüssel mit Bildern aus dem Aristokratenleben“ gefunden, die zu den kostbarsten Kulturgegenständen des alten China zählen. Unter den jüngeren dort entdeckten Kulturgegenstände fanden sich viele Seladon-Grabbeigaben, darunter ein Seladon-Schaf. 
Die Gräber des Klans der Familie von Zhu Ran (Zhu Ran jiazu mudi) stehen seit 2001 auf der Liste der Denkmäler der Volksrepublik China (5-166). Heute befindet sich das Museum der Gräber des Klans der Familie von Zhu Ran an der Stätte. Einige Funde werden im Stadtmuseum Ma'anshan aufbewahrt.